# Urszula Kalina-Prasznic
Urszula Kalina-Prasznic (ur. 20 września 1947 w Świebodzicach) – polska prawniczka, ekonomistka specjalizująca się w polityce gospodarczej, sektorze publicznym w gospodarce i ubezpieczeniach społecznych; nauczycielka akademicka związana z Uniwersytetem Wrocławskim.

## Życiorys
Urodziła się w 1947 roku w Świebodzicach. Następnie przeprowadziła się z rodzicami do Kalisza, gdzie ukończyła szkołę podstawową i średnią. Po uzyskaniu świadectwa dojrzałości w 1966 roku rozpoczęła studia prawnicze na Uniwersytecie Wrocławskim, które ukończyła w 1970 roku z wyróżnieniem. Została następnie zatrudniona w Instytucie Nauk Ekonomicznych UWr. W 1976 roku obroniła pracę doktorską pt. Zagadnienia społeczno-ekonomiczne i prawne absencji w pracy, napisaną pod kierunkiem prof. Jana Jończyka z Zakładu Prawa Pracy Wydziału Prawa, Administracji i Ekonomii. Stopień doktora habilitowanego uzyskała w 1991 roku na podstawie rozprawy: Finansowanie ubezpieczenia pracowniczego. Trzy lata później otrzymała tytuł profesora nadzwyczajnego. 22 listopada 2013 roku otrzymała tytuł profesora nauk prawnych
W latach 1978–1981, 1999–2005 i od 2008 roku pełni funkcję zastępcy dyrektora Instytutu Nauk Ekonomicznych Uniwersytetu Wrocławskiego. W 2005 roku została powołana na funkcję prorektora ds. ogólnych Uniwersytetu Wrocławskiego, pełniąc ją do 2008 roku. Została odznaczona Złotym Krzyżem Zasługi.
Od 2017 roku pełni funkcję Rektora w Wyższej Szkole Prawa we Wrocławiu.